# Ahmad Ayad
Ahmad Ayad (arab. احمد اياد, ur. 19 stycznia 1991 w Bagdadzie) – iracki piłkarz występujący na pozycji skrzydłowego w drużynie Persija Dżakarta.

## Kariera piłkarska
Ahmad Ayad jest wychowankiem klubu Al-Quwa Al-Jawiya. Do pierwszej drużyny został włączony przed sezonem 2007/2008. W 2011 przeszedł do indonezyjskiego zespołu – Persija Dżakarta.
Ahmad Ayad w 2009 zadebiutował w reprezentacji Iraku. Miał wtedy 18 lat. W 2011 został powołany na Puchar Azji. Jego broniąca tytułu drużyna zajęła drugie miejsce w swojej grupie i awansowała do ćwierćfinału, gdzie przegrała po dogrywce z Australią 0:1.